# Mirta Plá
Mirta Esteny Plá Cabal (L'Havana, 1940 – Barcelona, 23 de setembre de 2003) fou una ballarina cubana i mestra de ballet. Juntament amb Loipa Araújo, Aurora Bosch i Josefina Méndez, és considerada com una de les "quatre joies del ballet cubà". Fou una artista principal amb el Ballet Nacional cubà.
Va començar els seus estudis al Conservatori Municipal de l'Havana i els va continuar sota la tutela de Fernando Alonso, rebent classes de mestres com León Fokin, Alexandra Fedorova, José Parés i Mary Skeaping. Va debutar professionalment el 1953, amb 13 anys, i el 1959 va ser ascendida a solista, adquirint la categoria de primera ballarina el 1962. El 1964 i 1966, va guanyar la medalla de plata del concurs de Varna de Bulgària quan era el més prestigiós del món per a nous talents del ballet.